# False River
La localité de False River (en français Fausse Rivière) est située juste au Sud de la ville de New Roads, le siège de la paroisse de la Pointe Coupée dans l'État de la Louisiane, aux États-Unis. Elle borde le lac False River qui est un bras-mort du Mississippi.

## Histoire
Fausse rivière doit son nom à l'explorateur français Pierre Le Moyne d'Iberville qui explora cette région et constata que ce cours d'eau n'était en fait qu'un bras-mort du Mississippi. Un poste de traite fut créé en amont de ce lieu, en 1720, sous le nom de Poste de Pointe Coupée aujourd'hui anglicisé en Point Coupee.
La localité de Fausse Rivière fut anglicisé en False River après la vente de la Louisiane par Napoléon Ier.
Le poste permis l'installation de colons français et créoles venant des îles de Saint-Domingue et d'Haïti ou encore de Fort de Chartres situé dans le Pays des Illinois le long du Mississippi en Nouvelle-France. Avec le développement des grandes plantations, les Franco-Louisianais font venir des esclaves des Antilles. La plantation Parlange est une des plus anciennes plantations de Louisiane bâtie vers 1750 près de Fausse Rivière.
La localité est située dans la région de l'Acadiane en pays cadien. Elle participe chaque année à l'un des deux plus anciens mardi gras de la Louisiane et son traditionnel Courir de Mardi Gras dans la cité voisine de New Roads.